# Pilema dentata
Pilema dentata är en kackerlacksart som beskrevs av Henri Saussure och Leo Zehntner 1895. Pilema dentata ingår i släktet Pilema och familjen jättekackerlackor. Inga underarter finns listade i Catalogue of Life.